# Zdzisław Bełka
Zdzisław Bełka (ur. 16 grudnia 1952 w Bydgoszczy) – polski geolog i geochemik, profesor zwyczajny Uniwersytetu im. Adama Mickiewicza w Poznaniu (UAM).

## Życiorys
Jest profesorem zwyczajnym Instytutu Geoekologii i Geoinformacji Uniwersytetu im. Adama Mickiewicza w Poznaniu (Zakład Biogeografii i Paleoekologii) oraz dyrektorem Laboratorium Izotopowego Wydziału Nauk Geograficznych i Geologicznych UAM. Był stypendystą Fundacji Aleksandra von Humboldta (1987).

## Nagrody i wyróżnienia
- Medal Złoty za Długoletnią Służbę (2017)[4].